# Aulnois (Wogezy)
Aulnois – miejscowość i gmina we Francji, w regionie Grand Est, w departamencie Wogezy.
Według danych na rok 1990 gminę zamieszkiwało 141 osób, a gęstość zaludnienia wynosiła 32 osób/km² (wśród 2335 gmin Lotaryngii Aulnois plasuje się na 904. miejscu pod względem liczby ludności, natomiast pod względem powierzchni na miejscu 1063.).